# Niederhermsdorf
Niederhermsdorf ist ein zum Freitaler Stadtteil Wurgwitz gehörender Ort im Landkreis Sächsische Schweiz-Osterzgebirge. Niederhermsdorf bildet eine der 22 Freitaler Gemarkungen und erstreckt sich südwestlich der Wiederitz bis nach Oberhermsdorf. Der vormals eigenständige Ort wurde 1921 mit Wurgwitz fusioniert und gehört seit 1974 zur Stadt Freital.

## Geographie
Niederhermsdorf liegt im Norden des Freitaler Stadtgebietes. Im Westen grenzt Oberhermsdorf an, im Süden Zauckerode. Im Osten befindet sich Wurgwitz. Teile der mittlerweile stillgelegten und abgebauten Schmalspurbahn Freital-Potschappel–Nossen verliefen über Niederhermsdorfer Gebiet. Auf dem ehemaligen Planum führt der Edgar-Rudolph-Weg von Potschappel nach Kesselsdorf. Ebenso bestand bis 1972 die Niederhermsdorfer Kohlezweigbahn. Die Wiederitz fließt in Teilen durch den Ort. Nördlich auf der Niederhermsdorfer Flur befindet sich die Ortswüstung Bulsitz, die 1140 als Bulsize erwähnt worden ist.

## Geschichte

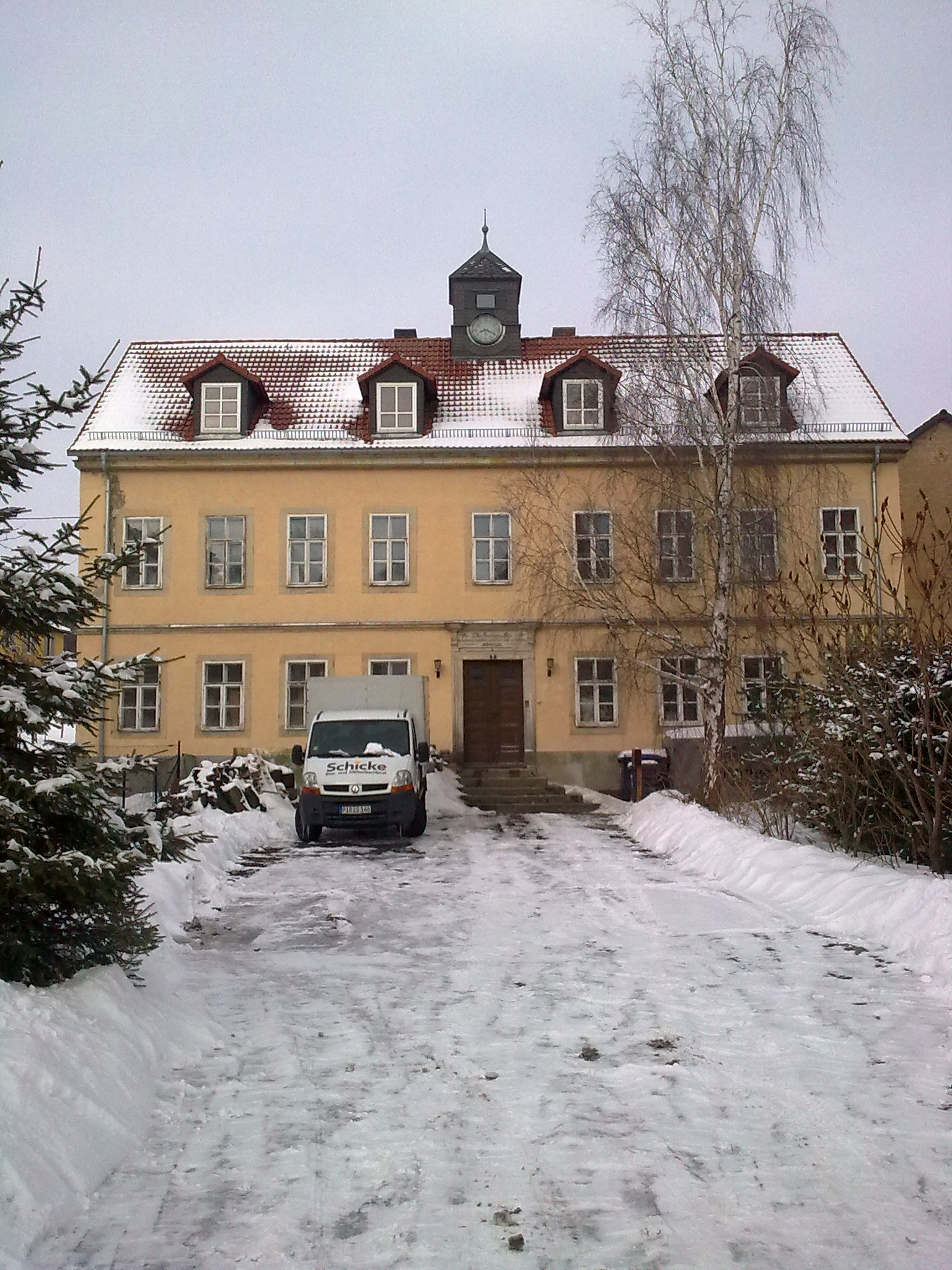
Alte Niederhermsdorfer Schule

Der Ort Niederhermsdorf wurde 1350 erstmals urkundlich erwähnt. 1378 lag die Verwaltungszugehörigkeit beim Castrum Dresden, ab 1590 beim Amt Dresden. Von 1856 bis 1875 gehörte Niederhermsdorf zum Gerichtsamt Döhlen, später zur Amtshauptmannschaft Dresden. 1921 vereinigten sich Kohlsdorf, Niederhermsdorf und Wurgwitz zur neuen Gemeinde Wurgwitz. Obwohl Niederhermsdorf mehr Einwohner als Wurgwitz hatte, wählte man diesen Namen, da er nicht verwechselt werden konnte. Als Wurgwitz 1974 nach Freital eingemeindet wurde, erhielt Niederhermsdorf nicht den Status eines Stadtteils der neuen Stadt, sondern blieb Wurgwitz zugeordnet und existiert nur noch als Gemarkung. In den 1990er Jahren wurde auf Niederhermsdorfer Gebiet ein Wohnviertel errichtet, das 2010 fertig bebaut wurde.
Der ehemalige Gasthof Niederhermsdorf wurde 2010 abgerissen.

### Entwicklung der Einwohnerzahl
| Jahr | Einwohner                                 |
| ---- | ----------------------------------------- |
| 1551 | 18 besessene Mann, 1 Häusler, 17 Inwohner |
| 1764 | 26 besessene Mann, 2 Gärtner, 7 Häusler   |
| 1834 | 424                                       |
| 1871 | 978                                       |
| 1890 | 960                                       |
| 1910 | 1002                                      |

### Ortsnamenformen
Die urkundlichen Formen des Ortsnamens von Niederhermsdorf sind unter anderem:
- 1381: (zcu) Nydern Hermannsdorf
- 1445: Nidder Hermestorf
- 1461: Hermstorff
- 1679: Niederhernsdorff
- 1764: Niederhermsdorf